# Sandro Rafael Veiga Cunha
Sandro Rafael Veiga Cunha (sinh ngày 30 tháng 4 năm 1992) hay Rafinha, là một cầu thủ bóng đá người Bồ Đào Nha thi đấu cho Vitória de Setúbal ở vị trí tiền vệ.

## Sự nghiệp bóng đá
Vào ngày 27 tháng 7 năm 2013, Rafinha có màn ra mắt cho Trofense trong trận đấu tại Cúp Liên đoàn bóng đá Bồ Đào Nha 2013–14 trước União Madeira, khi anh đá chính hết trận. Trong trận đấu đầu tiên ở Giải bóng đá hạng nhất quốc gia Bồ Đào Nha 2013–14 trước Benfica B ngày 10 tháng 8, anh thay cho Paulo Monteiro (phút thứ 72) và có màn ra mắt.